# Rudnîțke, Barîșivka
Rudnîțke (în ucraineană Рудницьке) este o comună în raionul Barîșivka, regiunea Kiev, Ucraina, formată numai din satul de reședință.

## Demografie
Componența lingvistică a comunei Rudnîțke
     Ucraineană (95,68%)
     Rusă (3,5%)
     Alte limbi (0,7%)
Conform recensământului din 2001, majoritatea populației comunei Rudnîțke era vorbitoare de ucraineană (95,68%), existând în minoritate și vorbitori de rusă (3,5%).